# جرموک (آب)
جرموک (ارمنی: Ջերմուկ; انگلیسی: Jermuk) یک بطری آب معدنی است که منشأ آن از شهرک جرموک در استان وایوتس‌جور جمهوری ارمنستان می‌باشد که از سال ۱۹۵۱ در بطری ارائه می‌گردد. هم‌اکنون این برند توسط «Jermuk Group CJSC» تهیه و ارائه می‌گردد که در سال ۱۹۹۹ در جرموک تأسیس شده‌است. برای قرن‌ها از آب معدنی جرموک به خاطر خواص دارویی آن استفاده می‌شود. از جرموک برای نخستین در نوشته‌های ۱۸۹ میلادی اشاره شده‌است.